# Ernst Bokon
Ernst Bokon (* 19. März 1922; † 13. April 1991) war ein österreichischer Fußballspieler, der vor allem beim SC Wacker Wien erfolgreich war.

## Karriere
Der Stürmer kam 1947 vom damaligen Erstligaklub SCR Hochstädt zum amtierenden Meister SC Wacker Wien, für den er bis 1955 auflief. Er zählte Anfang der 1950er Jahre zum treffsichersten Schützen bei den Meidlingern, schoss in insgesamt 203 Staatsligaspielen 173 Tore. Mit den Schwarz-Weißen klappte es dennoch nur mit vier Vizemeistertiteln, auch in der Torjägerliste reichte es zweimal nur knapp zu Rang zwei. Nach seiner Spielzeit in Meidling hängte Ernst Bokon noch zwei Jahre beim FC Metz 1955/56 in Frankreich an, wo er in 36 Ligaspielen insgesamt acht Tore schoss. Er wurde am Meidlinger Friedhof bestattet.

## Erfolge
- Zentropacup-Finalist 1951